# Banque centrale du Suriname
La Banque centrale du Suriname (en néerlandais : Centrale Bank van Suriname) est la plus haute institution monétaire du Suriname chargée de l'émission du dollar du Suriname (SRD). Son siège est situé à Paramaribo. Elle est créée en 1957.

## Histoire
La Banque centrale du Suriname est créée le 1er avril 1957 afin d'émettre et de gérer la monnaie de la Guyane néerlandaise, le florin. Elle a succédé à la banque privée De Surinaamsche Bank chargée jusqu'à cette date de l'émission de la monnaie.
En 1983, durant la guerre civile, le gouverneur de la banque centrale du Suriname, Jules Sedney, doit se réfugier aux Pays-Bas après avoir refusé d’opérer un dépôt de 50 millions en provenance du cartel de Medellín.
En janvier 2004, elle assure la création de la nouvelle monnaie, le dollar du Suriname, ainsi que le fixing de la parité.

## Gouvernance
La Banque centrale du Suriname est dirigée par un gouverneur et est organisée en trois départements :
- Banque et affaires bancaires (Bankbedrijf & Bancaire Zaken) ;
- Affaires monétaires et économiques (Monetaire Zaken & Economische Aangelegenheden) ;
- Supervision de crédit (Toezicht Kredietwezen).

## Missions
D'après la loi bancaire de 1956 (modifiée en 2010), les missions de la Banque centrale du Suriname sont les suivantes :
- garantir une valeur stable à la monnaie du Suriname ;
- aider la circulation de la devise nationale sous forme de billets de banque et développer les paiements scripturaux en monnaie nationale ;
- promouvoir le développement du secteur bancaire au Suriname ;
- superviser le secteur bancaire, le secteur du crédit, le secteur de la retraite et de l'assurance, les opérations de change, et de transferts d'argent en provenance et à destination d'autres pays, le tout sur la base des dispositions légales applicables, incluant la supervision de l'ensemble des institutions actives dans ces secteurs et sous-secteurs ;
- promouvoir et de faciliter les transactions financières entre le Suriname et les autres pays ;
- promouvoir un développement socio-économique équilibré du Suriname.

## Liste de gouverneurs
| Rang | Nom                   | Mandat                         |
| ---- | --------------------- | ------------------------------ |
| 1er  | Rudolf Groenman       | (Avril 1957 – octobre 1961)    |
| 2e   | Victor Max de Miranda | (Juillet 1963 – décembre 1980) |
| 3e   | Jules Sedney          | (Décembre 1980 – janvier 1983) |
| 4e   | Henk Goedschalk       | (Janvier 1985 – janvier 1994)  |
| 5e   | André Telting         | (Mars 1994 – décembre 1996)    |
| 6e   | Henk Goedschalk       | (Janvier 1997 – août 2000)     |
| 7e   | André Telting         | (Septembre 2000 – août 2010)   |
| 8e   | Gillmore Hoefdraad    | (Septembre 2010 – Août 2015)   |
| 9e   | Glenn Gersie          | (Février 2016 – février 2019)  |
| 10e  | Robert-Gray van Trikt | (Mars 2019 – janvier 2020)     |
| 11e  | Maurice Roemer        | (Depuis Février 2020)          |